# Телищево (станция, населённый пункт)
Телищево — станция как населённый пункт в Ярославском районе Ярославской области России. 
В рамках организации местного самоуправления входит в Туношенское сельское поселение; в рамках административно-территориального устройства включается в Туношенский сельский округ. 

## География
Расположена к юго-востоку от города Ярославль, в 0,5 км к западу от железнодорожной станции Телищево.
В 1 км к востоку находится одноимённая деревня Телищево.
Менее 0,3 км к северу протекает речка Великая.

## Население
| 2007 | 2010 |
| ---- | ---- |
| 16   | ↗17  |